# Juan Duma
Juan Ignacio Duma (Vedia, Buenos Aires, 8 de dezembro de 1993) é um futebolista argentino. Atualmente joga no Huachipato como atacante.

## Carreira
Em agosto de 2010, Azul Azul pagou 25 milhões de pesos chilenos por 50% do passe do jovem atacante da Unión y Sociedad Italiana de Álvarez. Duma se incorporou no mês de dezembro no juvenil da Universidad de Chile, se tornando logo titular no ataque da equipe. Ele estreou em 9 de setembro de 2012 em uma partida contra o Santiago Wanderers pela Copa Chile.
Juan Ignacio Duma marcou seu primeiro gol contra a Unión La Calera em partida válida pela Copa Chile. Em seguida, no mesmo torneio contra o Santiago Morning marcou seu segundo gol com uma estupenda finalização, chutando a bola por cima do goleiro de fora da área.
Em 21 de outubro do mesmo ano, entrou no clássico contra o Colo-Colo, onde teve grande atuação, estes desempenhos por parte do jogador o fizeram ser titular das duas últimas partidas do Campeonato Chileno, no clássico contra a Universidad Católica e no jogo contra o Huachipato onde iria marcar seu primeiro gol no Clausura.
Então, em 2 de dezembro de 2012 marcou dois gols contra a Universidad de Concepción em outra partido pela Copa Chile, onde a equipe vence fora de casa por 3 a 1 e se classificou para as quartas de final da Copa Chile. Nesta partida, foi eleito o melhor jogador do jogo.

## Estatísticas
Até 22 de fevereiro de 2013.

### Clubes
| Clube                | Temporada         | Campeonato nacional | Campeonato nacional | Copa nacional[a] | Copa nacional[a] | Competições continentais[b] | Competições continentais[b] | Outros torneios[c] | Outros torneios[c] | Total | Total |
| Clube                | Temporada         | Jogos               | Gols                | Jogos            | Gols             | Jogos                       | Gols                        | Jogos              | Gols               | Jogos | Gols  |
| -------------------- | ----------------- | ------------------- | ------------------- | ---------------- | ---------------- | --------------------------- | --------------------------- | ------------------ | ------------------ | ----- | ----- |
| Universidad de Chile | 2012              | 8                   | 2                   | 7                | 5                | 3                           | 0                           | 0                  | 0                  | 18    | 7     |
| Universidad de Chile | 2013              | 12                  | 6                   | 2                | 0                | 3                           | 0                           | 1                  | 0                  | 18    | 6     |
| Universidad de Chile | Total             | 20                  | 8                   | 9                | 5                | 6                           | 0                           | 1                  | 0                  | 36    | 13    |
| Total na carreira    | Total na carreira | 20                  | 2                   | 9                | 5                | 3                           | 0                           | 1                  | 0                  | 36    | 13    |

- a. ^ Jogos da Copa Chile
- b. ^ Jogos da Copa Libertadores e Copa Sul-Americana
- c. ^ Jogos do Jogo amistoso